# 이윤호 (1948년)
이윤호(李允鎬, 1948년 1월 18일 ~ )는 대한민국의 공무원이다. 본관은 전의이며, 대전 출생이다.

## 주요 경력
- 1973년 ~ 1976년 : 경제기획원 근무
- 1984년 ~ 1986년 : 전국은행연합회 기획조사부장
- 1984년 ~ 1988년 : 재무부 세제발전심의위원회 연구위원
- 1987년 ~ 1993년 : 럭키금성경제연구소 이사, 상무이사
- 1998년 ~ 2002년 : 규제개혁위원회 위원
- 1993년 ~ 1994년 : 럭키금성경제연구소 대표이사 소장
- 1993년 : LG경제연구원 대표이사
- LG경제연구원 부원장
- 1995년 ~ 2006년 : LG경제연구원 원장
- 2002년 ~ 2005년 : 경제사회연구원 이사
- 2007년 : LG경제연구원 고문
- 2007년 5월 ~ 2008년 : 전국경제인연합회 상근부회장
- 2008년 2월 ~ 2009년 9월 : 지식경제부 장관
- 2010년 12월 ~ 2010년 2월 : 러시아 주재 대한민국 대사관 특명대사 직무대리
- 2010년 2월 ~ 2011년 11월 : 러시아 주재 대한민국 대사관 대사
- 2012년 ~ 2013년 : 외교통상부 경제통상대사
- 2017년 10월 ~ 2022년 3월 : 롯데지주 사외이사
- 롯데지주 감사위원회 위원
- 롯데지주 사외이사후보추천위원회 위원장

## 학력
- 1966년 : 대전고등학교
- 1974년 : 연세대학교 정치외교학 학사
- 1977년 : 위스콘신 매디슨 대학교 대학원 정책결정행정학과 행정학 석사
- 1984년 : 위스콘신 매디슨 대학교 대학원 경제학과 경제학 박사

## 수상
- 2002년 : 국민훈장 동백장
- 2012년 : 청조근정훈장

## 참고
| 전임 김우식(부총리 겸 과학기술부 장관) 진념(재정경제부 장관) 김영주(산업자원부 장관) 유영환(정보통신부 장관) | 초대 지식경제부 장관 2008년 2월 29일 ~ 2009년 9월 18일 | 후임 최경환 |